# Château de Châteauneuf-en-Thymerais
Le château de Châteauneuf-en-Thymerais est un ancien château situé à Châteauneuf-en-Thymerais, dans l'actuel département français d'Eure-et-Loir, en région Centre-Val de Loire. Il est détruit au XVIe siècle.

## Historique
À la suite de la destruction de Chennebrun, situé sur la rive gauche de l'Avre, par les Français en 1168, le château est pillé par le roi Henri Ier d'Angleterre en 1169.
Le roi Henri II d'Angleterre brûle le château et il est reconstruit en 1189 par Hugues III du Chatel, seigneur de Thymerais. Le roi Louis VII le Jeune visite le château à l'occasion de l'inauguration de la foire Saint-Jacques à Boutaincourt.

## Motte castrale de Châteauneuf
Située rue de la Lune, non loin de l'église, un monticule de terre appelé "la Butte" par les Castelneuviens est en fait une motte castrale. C’est sur cette élévation de terre faite par l’homme que fut construit le premier château fort de Châteauneuf-en-Thymerais vers 1058 pour observer les alentours alors couverts de forêt. La motte de Châteauneuf a conservé son profil médiéval, ce qui est assez rare. Au bas de la motte, sur la partie ouest, il reste un petit tronçon des fossés.

## Sources
- Dictionnaire topographique du département d'Eure-et-Loir, Société archéologique d'Eure-et-Loir, Imprimerie impériale, 1861.